# Zaha Hadid Haus
Zaha Hadid Haus (noto anche come Spittelau Viaducts Housing Project o Spittelau Viaducts Housing) è un edificio, adibito a complesso residenziale comprendente anche uffici e locali commerciali, progettata dall'architetto Zaha Hadid, composto di tre parti situato a Vienna, nel quartiere di Alsergrund. 
Costruito tra il 1994 e il 2005, all'insieme di edifici non è stato dato un nome ufficiale, che fu dato dai media austriaci. Esso si caratterizza per la presenza di un arco al centro del complesso in cui vi passava una ex viadotto ferroviario e per la sovrapposizione dei vari edifici (che hanno forme trapezoidali e quadrati) che si accavallano e si intrecciano tra di loro. Il complesso è stato creato per un progetto di riqualificazione urbana di quella zona di Vienna ed è costruito su una riva di un canale del Danubio.